# 神櫛皇子
神櫛皇子（日语：／ Kamikushi no miko/Kamikushiō/Kamukushi no miko/Kankushi no miko/Kangushi no miko，74年—199年）是日本古代記紀記載的人皇子，《日本書紀》稱其為神櫛皇子，《古事記》稱為神櫛王，其他文獻則稱為神櫛別命、神櫛命或五十香彥命，父親是第12代天皇景行天皇。《日本書紀》和《古事記》均沒有記載其事蹟。

## 生涯
按《日本書紀》記載，神櫛皇子是第12代景行天皇與妃五十河媛之子，同母弟為稻背入彥皇子。
但是按《古事記》記載，神櫛皇子是景行天皇與皇后針間之伊那毘能大郎女之子，同母兄為櫛角別王、大碓命、小碓命和倭根子命。
按《續日本後紀》承和3年（836年）3月19日條記載，神櫛皇子被稱為「神櫛命」，是景行天皇第十皇子。

## 墓
宮内廳指定的神櫛皇子墓位於香川縣高松市牟禮町牟禮，稱為神櫛王墓，墓地屬於上圓下方墳。
此墓是在1869年由高松藩知事松平賴聰重建。在每年流傳為神櫛皇子忌日的10月20日，均會舉行名為正辰祭的祭典。

## 後裔

### 氏族
按《古事記》記載，神櫛王是木國之酒部阿比古和宇陀酒部等之祖。
按《新撰姓氏錄》記載，神櫛皇子有以下的後裔。
- 右京皇別（日语：皇別） 讚岐公（日语：真人） - 大足彥忍代別天皇（景行天皇）皇子五十香彥命（又名神櫛別命）之後。
- 右京皇別 酒部公 - 同皇子三世孫之足彥大兄王之後。
- 和泉國皇別 酒部公 - 讚岐公同祖。神櫛別命之後。

按《續日本後紀》承和3年（836年）3月19日條記載，讚岐國寒川郡出身，神櫛皇子的後裔讚岐永直和讚岐永成等獲賜姓朝臣，並且獲分配右京三條二坊（現京都府京都市中京區內）為其祖籍。
另外，按《日本三代實錄》貞觀6年（864年）8月17日條記載，同樣是神櫛皇子後裔的右京讚岐朝臣高作、讚岐朝臣時雄和讚岐朝臣時人等人獲賜姓為和氣朝臣。

### 國造
按《日本書紀》和《先代舊事本紀》中的國造本紀記載，神櫛皇子有以下的國造後裔。
- 讚岐國造
輕島豐明朝（應神天皇）在位期間，景行天皇之子神櫛王之三世孫須賣保禮命被任命為國造。位處於後來的讚岐國寒川郡和多度郡（現香川縣讚岐市、善通寺市和多度津町一帯）[5]。

## 信仰
按香川縣的讚留靈王傳說記載，讚留靈王在景行天皇23年（93年）奉命前往讚岐，驅趕瀨戶內海的惡魚，並且留在當地直至仲哀天皇8年（199年）9月15日，在125歲時死去，其中神櫛皇子和日本武尊之子武鼓王分別在東讚和西讚被視為讚留靈王。